# Cantó d'Aulnay-sous-Bois-Nord
El cantó d'Aulnay-sous-Bois-Nord és un antic cantó francès del departament de Sena Saint-Denis, que estava situat al districte de Le Raincy. Comptava amb part del municipi d'Aulnay-sous-Bois.
Al 2015 va desaparèixer i el seu territori va passar a formar part del nou cantó d'Aulnay-sous-Bois.

## Municipis
- Aulnay-sous-Bois (part)

## Història
| Data d'elecció                           | Identitat       | Partit           | Qualitat |
| ---------------------------------------- | --------------- | ---------------- | -------- |
| 1945-1964                                | Gilbert Berger  | PCF              |          |
| 1964-1979                                | Louis Solbès    | PCF              |          |
| 1979-1985                                | Janine Dalleret | PCF              |          |
| 1985-1998                                | Gérard Gaudron  | RPR, després UMP |          |
| 1998-                                    | Gérard Ségura   | PS               |          |
| les dades anteriors no són pas conegudes |                 |                  |          |
|                                          |                 |                  |          |

## Demografia
| A partir de 1990: Població sense dobles comptes |